# Anastasija Kozjenkova
Anastasija Kozjenkova (ukrainska: Анастасія Миколаївна Коженкова) född 19 januari 1986 i Kovel, Ukrainska SSR, Sovjetunionen, är en ukrainsk roddare. 

## Karriär
Kozjenkova vann guld i damernas scullerfyra i rodd vid olympiska sommarspelen 2012.
I maj 2023 vid EM i Bled tog Kozjenkova guld tillsammans med Daryna Verchohljad, Natalija Dovhodko och Kateryna Dudtjenko i scullerfyra. I april 2024 vid EM i Szeged tog de silver tillsammans i scullerfyra.